# 内亚
内亚（英語：Inner Asia）是西方历史学研究时常使用的一个地理概念，在广义上常用来指代东起亚洲东北部内陸，西抵里海的广阔地域上由数个地理单元组成的区域，而在狭义上则常用指代中国西-北的边疆地带。
在与西方历史学界的交流之下，中国大陆的历史研究者也开始使用这一概念描述与研究。

## 历史
内亚的概念最早是由德国著名地理学家亚历山大·冯·洪堡特提出，而西元十九世纪之时，法兰西学界惯于使用高地亚洲（Haute Asie）一词用于概括位于亚洲海岸线以西，为海拔相对较高的山脉与高原所组成的内陆腹地。而德意志与俄罗斯学界则倾向于使用中部亚洲（德語：Mittelasien）与中央亚洲（德語：Zentralasien），前者指代现代中亚五国及其邻近地区，后者则渐从包括里海西岸至蒙古草原一带缩减至以蒙古草原为中心的亚洲腹地。
而俄罗斯地质学家和旅行家伊万·穆什克托夫根据有无流向外海的河流这个基本原则，认为亚洲大陆除了岛屿地区之外，可根据位置、自然地理特点及形成上的明显差异划分为两个主要部分，其一被称为「周边亚洲」或「边缘亚洲」，而另外一个则被称为「内陆亚洲」或者「中亚」。
因此，穆什克托夫把内亚解释为亚洲大陆闭塞的、无通向外海河流的地区，并做出如下结论: 「内陆亚洲主要包括以下三个广大地区: 里希特霍芬（Ferdinand Richthofen）『中央亚细亚』和西藏的一部分，伊朗和小亚细亚的一部分，以及突厥斯坦加上咸海—里海地区一部分。」 
西元1900年，另一位俄罗斯学者布罗卡蒙斯（Ф. Брокгауз）则做出如下定义: 「目前，亚洲大陆所有内部闭塞的地区通常被称作内陆亚洲。其中这一辽阔区域的东部，自帕米尔以东，以前称作『中央亚细亚』; 而西部，包括突厥斯坦、咸海至里海间的低地部分和伊朗，则称作『中亚』。」
第一个将内亚一词在学术上进行应用并大获成功的案例起源于美国学者欧文·拉铁摩尔于西元1940年出版的（《中国的亚洲内陆边疆》），其书中将满州（东北三省）、蒙古（内外）、新疆、西藏等地理单元合称为「亚洲内陆边疆」。但此时拉铁摩尔的讨论范围仅是从边疆学角度出发，并认为是蒙古草原将其他三者相衔接起来。但即使如此，在当今中国学者对内亚概念进行运用时，绝大部分仍是给予拉铁摩尔的边疆学范围。
而比拉铁摩尔稍晚时，日本为加深在中国与亚洲大陆的扩张而设立了《内陆亚洲研究》刊物（日语中内亚写作）。但这一研究是基于满蒙学，与拉铁摩尔的边疆研究相近。二战结束后，日本东洋史学界成立了「欧亚研究会」，并于西元1953年以纪念瑞典探险家斯文·赫定为主题出版了《内陆亚洲之研究》论文集，收录考古学、民族学、历史学等方面的学术论文，被视为日本内亚研究的正式开端。此后日本史学界不断扩大其研究范围，并将中国西-北史也纳入其中以取代政治色彩浓厚的满蒙学。
西方学界在二战结束后就内亚及其延伸概念进行了讨论和发挥，但在广义上的内亚还是狭义上的内亚却未有定论，但其最直接的影响便是产生了强调清朝君主「內亞性」的新清史學派。
对于中国学界而言，虽然拉铁摩尔的著作早已出版，但在政局稳定之后，大陆学者主要投入了苏联民族学的研究，直到1970至1980年代开始恢复与西方的正常交流后，内亚一词方重新为学界认识，经1990年代的何炳棣-羅友枝論爭后更为人所知。

## 定义
由于内亚一词的模糊性与泛用性，因此对于其准确的定义未有统一的看法，主要的研究者有如下定义：
- 西元1950年，欧文·拉铁摩尔认为内亚是由一组没有出海口的国家、省份和地区所构成，包括克什米尔，印度边疆上的几个小国，阿富汗，原苏联各中亚共和国，蒙古人民共和国和中国的新疆、西藏和内蒙古地区，而其他一些有出海口的国家和地区，诸如伊朗和中国东北各省与内亚地区也有着很紧密的联系。其后，他在西元1953年描绘出更大的内亚地区，以原苏联边疆地区为中心：内亚是一组这样的地区，既不靠海，也没有流向海洋可通航的河流贯穿其中，在此定义之下，伊朗的北部、满洲的西部可被视为内亚地区，但是伊朗的南部，满洲的东部不屬於内亚地区。大部分内亚毗邻或横跨苏联的亚洲边界，这是一条世界最长的边界，从土耳其延伸到朝鲜。西藏是违背这一规则而值得注意的例外。
- 西元1993年，英国学者塞缪尔·阿德里安·迈尔斯·艾兹赫德（Samuel Adrian Miles Adshead）描绘出更大的「内亚」或「中央欧亚」，即从喀尔巴阡山脉一直延伸到朝鲜半岛的东西方向轴线，北到北冰洋，南至喜马拉雅山脉，这是一片因远离海洋而自成一体，有着大陆性气候，见不到季候风，降水量少，从北极到山岳距离遥远而变化多端的地区。[2]
- 日本学者佐藤长则这样定义内亚地区: 「兴都库什山脉以北，西突厥斯坦以东的干燥地带被称为内亚，而以西地区被称为西亚。」这个概念比较含糊笼统，这里的「西突厥斯坦」就是原苏联的中亚共和国（不包括哈萨克斯坦） ，也就是说，「内亚」包括了原苏联中亚共和国及阿富汗部分地区。
- 西元1975年，美國学者罗茂锐（英语：Morris Rossabi）将中华人民共和国与原苏联接壤的地区组成了学者所指称的内亚地区，不过，与拉铁摩尔相反，他描述的内亚范围并没有包括西藏。[3]
- 西元1978年，美國学者傅礼初（英语：Joseph Fletcher）认为1800年前后清代的内亚地区包括满洲、蒙古、新疆和西藏。不过他在另外一篇论文中勾勒出不同范围，将内亚分成两大部分: 具有「沙漠栖息地」特征的中亚（大致包括现代的阿富汗，原苏联中亚国家（但不包括哈萨克斯坦）和中国新疆的天山以南地区）；「草原栖息地」（大致从欧洲一直延伸到满洲的北纬15 度地区，包括南俄草原、哈萨克斯坦、准噶尔地区（新疆的天山以北地区）、中国青海部分地区和戈壁南北的内外蒙古，但是没有包括西藏）。
- 西元1999年，美國学者狄宇宙所描述的内亚范围包括黑海以东、以北地区，伊朗和喜马拉雅山脉以北地区，中国北部和西部，包括满洲（中国东北地区），在历史上，这些地区将随着它们的政治扩展或收缩而产生相应变化，这依次取决于它们同东亚、印度、小亚细亚、俄罗斯和安纳托利亚等定居国家之间的关系。这些文明的边境则构成了过渡地带，在那里，游牧和农耕文化之间的均衡在历史的长河中此消彼长。
- 有着「内亚大汗」之称的美國学者丹尼斯·塞诺在其主编的《剑桥早期内亚史》中这样描述内亚: 「有一种恒定的，且各文化区域所共有的特征，出现在我们或许称之为欧亚大陆外部边缘地带，即农耕经济带。在它们之间，也就是欧亚大陆的中心部分，又有着与此显著不同的特征出现在我们在此关注的文化地区，中央欧亚（Central Eurasia），或换用另一个不那么笨拙的，但也不那么精确的术语———内亚（Inner Asia）。」
- 哈佛大學內亞和阿爾泰研究委員會定義的內亞地區包括西突厥斯坦、東突厥斯坦（新疆）、伊朗東部（英语：Eastern Iran）、巴基斯坦北部（英语：Northern Pakistan）、阿富汗、西藏、青海、四川、甘肅以及雲南西北部[4]。
- 劍橋大學蒙古與內亞研究組定義的內亞是「以蒙古為中心，穿越歐亞大草原延伸至喜馬拉雅山脈的地區」，包含哈薩克斯坦、吉爾吉斯斯坦、塔吉克斯坦、烏茲別克斯坦、東突厥斯坦、西藏、青海、甘肅、四川、雲南、尼泊爾、錫金邦、不丹、內蒙古、遼寧、吉林、黑龍江、赤塔州、阿爾泰共和國、圖瓦共和國、布里亞特共和國[5]。

但可以确定的一点是，谈起内亚一词时，往往牵涉到的是游牧。

## 扩展
在以内亚为主题展开的研究中出现了一些概念名词，如：
- 内亚史
- 内亚视角
- 内亚性
- 诸亚

## 相关看法

### 正面
内亚概念的提出为研究北亚与中亚历史与人文提供了新的思路与视野，虽然内亚在使用上与中央亚洲或北部欧亚的概念有重合之处，但在描述一种地域与文化上的连续性时，内亚无疑有着概括作用。

### 负面
部分中国学者认为内亚概念的使用有着分裂中国的危险，因其在边疆意义上的使用有将边疆与中国本部（China Proper，甚至本部这词也是令人质疑）对立并加大分离主义倾向的可能。
由上所反映的是，内亚本身的不明确与定论的意义在使用时有很大的危险性，对于边疆对立的担忧进一步变为批评并扩展到一切定义的内亚概念上。

## 相关著作
- 《中国的亚洲内陆边疆》
- 《黑毡上的北魏皇帝》
- 《内陆亚洲历史文化研究》
- 《丹尼斯·塞诺内亚研究文选》
- 《剑桥早期内亚史》

### 引用
1. ↑  Lattimore, Owen. . international research series No. 21. American Geographical Society. 1940年2月21日 –HathiTrust.
2. ↑  Adshead, Samuel Adrian M. . New York: St. Martin's Press: 7. 1993年2月21日. ISBN 0312085478 –Internet Archive.
3. ↑  Rossabi, Morris. . Pica Press. 1975年2月21日  [2023年2月21日]. ISBN 9780876637166. （原始内容存档于2023年2月21日） –Google Books.
4. ↑  . harvard.edu.   [2024-11-08]. （原始内容存档于2025-02-07） （英语）.
5. ↑  . miasu.socanth.cam.ac.uk.   [2024-11-08]. （原始内容存档于2025-01-22） （英语）.
6. ↑  苏航. 内亚王朝史观解释不了中国历史[J]. 历史评论, 2020(3):3.